# Ahvenjärvi-Lehdonjärvi
Ahvenjärvi-Lehdonjärvi este o arie protejată (arie specială de conservare — SAC, sit de importanță comunitară — SCI, arie de protecție specială avifaunistică — SPA) din Finlanda întinsă pe o suprafață de 280 ha, integral pe uscat.

## Localizare
Centrul sitului Ahvenjärvi-Lehdonjärvi este situat la coordonatele 66°21′40″N 24°15′34″E / 66.3611°N 24.2594°E.

## Înființare
Situl Ahvenjärvi-Lehdonjärvi a fost declarat sit de importanță comunitară în august 1998 pentru a proteja 15 specii de animale. Alte tipuri de protecție:
- arie de protecție specială avifaunistică (în august 1998)[2]
- arie specială de conservare (în aprilie 2015)[1][3][4]

## Biodiversitate
Situată în ecoregiunea boreală, aria protejată conține 3 habitate naturale: Lacuri și iazuri distrofice naturale, Mlaștini turboase de tranziție și turbării mișcătoare, Mlaștini împădurite.
La baza desemnării sitului se află mai multe specii protejate de  păsări (15): rață sulițar (Anas acuta), erete de stuf (Circus aeruginosus), erete vânăt (Circus cyaneus), lebădă de iarnă (Cygnus cygnus), șoimul rândunelelor (Falco subbuteo), cufundar polar (Gavia arctica), cocor (Grus grus), Hydrocoloeus minutus, pescăruș râzător (Larus ridibundus), rață neagră (Melanitta nigra), Mergellus albellus, notatița cu ciocul subțire (Phalaropus lobatus), corcodel-urechiat (Podiceps auritus), chiră de baltă (Sterna hirundo), fluierar de mlaștină (Tringa glareola).
Pe lângă speciile protejate, pe teritoriul sitului au mai fost identificate 4 specii de păsări.